# Fevzi Tuncay
Fevzi Tuncay est un footballeur turc né le 14 septembre 1977 à Muğla. Il évoluait au poste de gardien de but.

## Biographie
International, il reçoit 1 cape en équipe de Turquie en 2000. Il fait partie de l'équipe turque lors de l'Euro 2000.

## Carrière
- 1994 :  Muğlaspor
- 1995-2002 :  Beşiktaş JK
- 2002 :  Gaziantepspor
- 2002-2003 :  Samsunspor
- 2003-2006 :  Malatyaspor
- 2006-2007 :  Manisaspor
- 2007 :  Malatyaspor
- 2008 :  Fethiyespor
- 2008 :  Malatyaspor
- 2009-2010 :  Diyarbakırspor
- 2010 :  Kocaelispor
- 2010-2011 :  Giresunspor
- 2011-2012 :  TKİ Tavşanlı Linyitspor

## Palmarès
Avec Beşiktaş :
- Vainqueur de la Coupe de Turquie en 1998